# Yours Is No Disgrace
"Yours Is No Disgrace" is een nummer van de Britse band Yes. Het nummer werd uitgebracht op hun album The Yes Album uit 1971. Dat jaar werd het nummer uitgebracht als de tweede en laatste single van het album.

## Achtergrond
"Yours Is No Disgrace" is geschreven door alle bandleden en geproduceerd door Eddy Offord. Het protestlied wordt beschreven als het eerste anti-oorlogsnummer van de groep. Zanger Jon Anderson heeft verteld dat het nummer gaat over jongeren die vanwege de geldende dienstplicht niets anders konden dan in oorlogen vechten, maar dat de oorlog niet hun fout was. Zo worden contrasten bezongen tussen het lijden van soldaten in de Vietnamoorlog en mensen die in Las Vegas aan het feesten zijn.
"Yours Is No Disgrace" is met een lengte van 9 minuten en 41 seconden het langste nummer op The Yes Album. Het begint met een introductie in staccato, gevolgd door de gitaarriffs van Steve Howe. Howe vertelde later dat het een van zijn favoriete door hem gespeelde gitaarsolo's is, omdat het de eerste keer betekende dat hij in staat was om zijn delen op die manier te overdubben. Het hoofdmotief wordt, in tegenstelling tot wat men destijds dacht, niet gespeeld op een Moogsynthesizer, maar op een baspedalensynthesizer van Dewtron, zoals in liveshows vaak te zien was. Destijds werd deze bespeeld door Anderson, maar toen Rick Wakeman bij de band kwam, nam hij dit deel over op zijn Minimoog.
"Yours Is No Disgrace" werd in verschillende vormen uitgebracht als single in een aantal Europese landen. In Italië werd het nummer gesplitst tussen de A- en B-kanten van de single. In Nederland werd het uitgebracht als maxisingle, met de nummers "Your Move" (het eerste deel van "I've Seen All Good People") en "Sweet Dreams" (afkomstig van het voorgaande album Time and a Word) op de B-kant. Tevens werd de A-kant zelf ingekort tot een lengte van 5 minuten en 40 seconden. Het kwam niet in de Nederlandse Top 40 terecht en bleef steken op plaats 23 in de Tipparade. Het nummer werd vaak gespeeld tijdens liveoptredens en werd ook uitgebracht op vele live- en compilatiealbums, waaronder Yessongs, Classic Yes en Yesstory.

## NPO Radio 2 Top 2000
| Nummer met noteringen in de NPO Radio 2 Top 2000 | '05 | '06 | '07 | '08  | '09 | '10 | '11 | '12  | '13 | '14 | '15  | '16  | '17  | '18  | '19  |
| ------------------------------------------------ | --- | --- | --- | ---- | --- | --- | --- | ---- | --- | --- | ---- | ---- | ---- | ---- | ---- |
| Yours Is No Disgrace                             | 642 | 719 | 840 | 1097 | 657 | 832 | 892 | 1192 | 968 | 956 | 1131 | 1520 | 1370 | 1914 | 1910 |

1. ↑  Een vetgedrukt getal geeft de hoogste notering aan.
2. ↑  2005 was het eerste jaar met een notering voor dit nummer.
3. ↑  Deze tabel is bijgewerkt tot en met de laatste editie (2024).